# Филопатеон
Филопатиум или Филопатеон (греч. Φιλοπάτιον) — так назывался дворец и район за стенами византийской столицы Константинополя (современный Стамбул, Турция), известный своими парками и садами.
Согласно отчётам XI века, он располагался к северу от Константинополя, сразу за стенами Влахерн. Разные мнения помещали его в сторону моря от Золотых ворот.
Это место любили Юстиниан и Феодора, и после них оно служило весенним или летним убежищем для византийских императоров. Историк VI века Прокопий описывает его как «роскошный кипарисовый лес, зелёные и цветущие склоны; источник, бесшумно льющий свои спокойные и освежающие воды, — вот черты, которые кажется священным местом».
Недалеко от центра равнины находится источник, называемый Живоносным Источником (Ζωοδόχος Πηγή, Zoodochos Pege). Однажды, когда стало известно, что слепой прозрел от прикосновения его вод, Лев I воздвиг над источником церковь. Юстиниан, полагая, что омовение в источнике излечило его от конкрементов, бережно расширил церковь за счёт лишнего материала, оставшегося после завершения Айя-Софии. Дважды разрушенный землетрясением, он был последовательно перестроен Ириной Афинской, женой Льва IV, в VIII веке, и Василием I сто лет спустя.
Болгарский царь Симеон во время одного из своих набегов в начале X века сжёг его дотла, а при его отступлении храм был восстановлен с добавлением величия Романом I Лакапином. Спустя поколение царь Петр, сын Симеона, венчал у его алтаря внучку того самого Романа. Там же была отпразднована ещё более блестящая свадьба юного императора Иоанна V и Елены, очаровательной дочери Иоанна VI Кантакузина.
Рядом с церковью находился Дворец Пеге, или Дворец Источника, куда императоры ежегодно удалялись на Вознесение и где несколько недель посвящали своему здоровью. Во время Второго крестового похода король Франции Людовик VII и его жена, королева Алиенора Аквитанская, на несколько недель поселились здесь.
В 1182 году Андроник Комнин поместил вдовствующую императрицу Марию Антиохийскую под домашний арест во дворце, прежде чем её заточили в темницу и казнили.
От дворца не осталось и следа. Здесь находилась штаб-квартира османского султана Мурада II во время его безуспешной трёхмесячной осады Константинополя в 1422 году. В то время церковь была сильно повреждена, но не полностью разрушена до победы Мехмеда II. Место церкви (ныне пригород Балыклы) оставалось в руках греческих православных на протяжении всего османского периода, став местом патриаршей больницы в XVIII веке. Церковь была снова разрушена янычарами в 1825 году и восстановлена в 1833 году. Кладбище церкви служит главным православным кладбищем города, где находятся могилы многих патриархов.